# 雷涅维尔博卡日
雷涅维尔博卡日（法語：Reigneville-Bocage，法語發音：[ʁɛɲvil bɔkaʒ]）是法国芒什省的一个市镇，属于瑟堡区。

## 地理
雷涅维尔博卡日（49°24'25"N, 1°28'30"W）面积2.27 平方千米，位于法国诺曼底大区芒什省，该省份为法国西北部沿海省份，西、北、东北三面环大西洋，东起顺时针与卡爾瓦多斯省、奧恩省、马耶讷省和伊勒-维莱讷省接壤。
与雷涅维尔博卡日接壤的市镇（或旧市镇、城区）包括：欧特维尔博卡日、拉博讷维尔、奥尔格朗德、罗维尔拉普拉斯、圣科隆布。

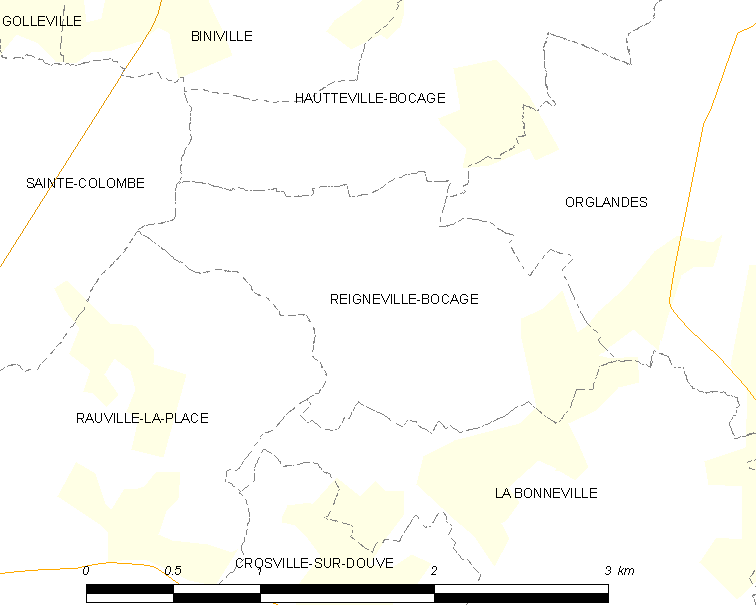
雷涅维尔博卡日的OSM定位图

雷涅维尔博卡日的时区为UTC+01:00、UTC+02:00（夏令时）。

## 行政
雷涅维尔博卡日的邮政编码为50390，INSEE市镇编码为50430。

## 政治
雷涅维尔博卡日所属的省级选区为科唐坦地区布里克贝克县。

## 人口

1962-2008年间雷涅维尔博卡日人口变化图示

雷涅维尔博卡日于2022年1月1日时的人口数量为38人。